# Роках, Исраэль
Исраэ́ль Ро́ках (ивр. ישראל רוקח‎ ;31 декабря 1896 года — 13 сентября 1959 года) — израильский политический и государственный деятель, депутат Кнессета и мэр Тель-Авива с 1936 года по 1953 год.

## Биография
Исраэль Роках родился в Палестине в 1896 году в районе Неве-Цедек (ставшем впоследствии частью Яффо). Его отец, Шимон, журналист, был одним из основателей этого района. Его прадед, Израиль Бек, был тем, кто возродил полиграфическую промышленность на иврите в Палестине. Исраэль учился сначала в хедере, а потом в школе Всемирного еврейского союза. Он продолжил обучение в Швейцарии, учился в средней школе в Лозанне, а затем изучал электронику в Политехническом институте в Цюрихе.
В 1920 году Роках переехал в Великобританию, где он работал инженером-электриком. В 1922 году он вернулся в Яффо, где открыл магазин электрических принадлежностей. В 1933 году Исраэль женился на Эстер Эпштейн. Он назвал свою дочь Ири (ивр. עירי‎), что означает «мой город», она стала известна также как Ливия Роках, автор антисионистской литературы.

## Политическая карьера
Первой государственной должностью Рокаха была депутат совета в Яффо, представляющий еврейские кварталы Неве-Цедек, Неве-Шалом и Охель-Моше. В 1922 году он был избран в городской совет Тель-Авива, представляя список Организации Объединённой Центристской партии. В 1929 году он был назначен заместителем мэра Тель-Авива, мэром в то время был Меир Дизенгоф.
На муниципальных выборах 1936 года Роках представлял правые партии, но проиграл Моше Шалошу, представляющему рабочие партии. Тем не менее, британский Верховный комиссар настоял на принудительном назначении Рокаха на пост мэра. Несмотря на возмущение общественности британским вмешательством в еврейское самоуправление, Роках оставался на должности мэра Тель-Авива вплоть до 1953 года. За большие успехи в работе он был удостоен звания Офицера Ордена Британской империи.
Арабское восстание 1936-39 годов, Вторая мировая война и арабо-израильская война 1947—1949 годов — всё это происходило во время пребывания Рокаха в должности мэра Таль-Авива, в том числе Операция «Хамец» (перехват Яффо из рук арабов). В течение этого периода Тель-Авив подвергся бомбардировке с воздуха несколько раз, первый из которых от итальянских ВВС в 1940 году. После этого в 1949 году были построены подземные укрытия и акустические системы предупреждения (сирены), оповестившие население вовремя, когда египетские Спитфайеры осуществили налёт на город. Роках и другие муниципальные лидеры были заключены в Латрун за помощь еврейской подпольной организации. Он был выпущен в сентябре 1947 года.
В 1952 году Роках произнес прощальную речь и прекратил исполнение муниципальных обязанностей в Тель-Авиве. Тем не менее, он официально продолжал оставаться на посту мэра до тех пор, пока Хаим Леванон не был выбран 13 апреля 1953 года ему на замену.
В четвёртом и пятом правительстве, с 1952 года по 1955 год, Роках занимал пост министра внутренних дел Израиля. В 2008 году Израиль выпустил в честь Рокаха почтовую марку с его портретом.
Роках был главой Всемирного Союза «Маккаби». Он был депутатом Кнессета с первого по третий созыв от партии «общих сионистов». В первом и втором Кнессете, он был также членом Комитета по финансам. В третьем Кнессете он также занимал должность заместителя спикера Кнессета.
Роках умер в 1959 году и был похоронен на кладбище Трумпельдор в Тель-Авиве.